# Sulla terrazza
Sulla terrazza è un dipinto del pittore francese Pierre-Auguste Renoir, realizzato nel 1881 e conservato al The Art Institute di Chicago.

## Descrizione
Inizialmente denominato Les Deux Sœurs [Le due sorelle] (l'attuale titolazione venne assegnata dal primo proprietario Paul Durand-Ruel), il dipinto, secondo la ricostruzione del critico Francois Daulte, raffigura l'allora diciottenne futura attrice Jeanne Darlot e una bambina di cui si ignora l'identità, mentre si rilassano sulla terrazza della Maison Fournaise, un ristorante dell'isola di Chatou, sulle rive della Senna. La giovane donna presenta un volto sereno e spensierato: la bambina, incorniciata da un esuberante cappello fiorito, è leggermente intimidita e si avvicina impercettibilmente alla donna, lanciando all'osservatore uno sguardo incuriosito e teneramente intimidito.
Oltre di loro vi è una balaustra e una fitta vegetazione fluviale, elementi con i quali il pittore separa nettamente il primo piano dallo sfondo paesaggistico. Il brano paesistico è di grande qualità e raffigura la Senna con alcuni canottieri e, sulla sponda opposta, alcune abitazioni dalle pareti chiarissime e quasi accecanti. Sulla terrazza rivela in maniera esemplare la sensibilità luministica del pittore, il quale ha offerto esempi della propria capacità di plasmare la luce già in dipinti come Colazione in riva al fiume o come il Ritratto di Alphonsine Fournaise.
L'opera, iniziata nell'aprile 1881, fu acquistata il 7 luglio dello stesso anno dal noto mercante d'arte Paul Durand-Ruel per la bella cifra di 1,500 franchi. L'opera, esposta al pubblico nella primavera del 1882 alla settima mostra degli Impressionisti, giunse nel 1883 nelle mani di Charles Ephrussi, per poi fare nuovamente ritorno nel 1892 nella collezione di Durand-Ruel. Nel 1925 il dipinto fu infine venduto per centomila dollari da una collezionista di Chicago, Annie S. Coburn, e nel 1933 fu generosamente donato al museo d'arte della stessa città, dove si può ammirare tuttora.